# Girls in bikinis, boys doin' the twist
Girls in bikinis, boys doin' the twist es el 82.º episodio de la serie de televisión estadounidense Gilmore Girls.

## Resumen del episodio
Rory y Paris intentan desenvolverse con normalidad en sus actividades académicas, pero el frío clima de Connecticut les juega en contra, entonces deciden ir por vacaciones de primavera a Florida, acompañadas de Janet y Glenn. Ya ahí, Rory y Paris se reencuentran con sus antiguas compañeras de Chilton, Madeleine y Louise, quienes les muestran todo lo que van a poder disfrutar durante su estancia. Para sorpresa de Rory, Paris la besa en la discoteca a la que fueron, y eso le provoca cierta incomodidad; más tarde se emborrachan, y luego Rory habla con Dean después de que Madeleine marcara su número desde el celular de Rory. Entre tanto, Luke se da cuenta de que está usando otros calcetines, que no son los suyos y sospecha que algo sucede con Nicole; mientras Lorelai y Jason pasan la noche en casa de él, ella se ve sorprendida que él le dé la llave de su apartamento, lo cual muestra que es un símbolo en su relación. Lorelai debe ir por Luke a la cárcel, después de que él golpeara el auto del hombre que Luke sospecha tiene un romance con Nicole; Lorelai y Rory tienen el dudoso honor de pasearse en la carretilla de Kirk para llegar a desayunar.

## Curiosidades
- En Like mother, like daughter, Rory escuchó a The Shins en su discman. Si es fan de la banda, ¿cómo no los reconoció en el club?
- Cuando están en el club, en un cambio de imagen de la banda, se puede ver la cámara pasar detrás del público.